# Godefridus Coolen
Godefridus Coolen (Eindhoven, 25 mei 1675 - Eindhoven, 6 april 1748) is een voormalig burgemeester van de Nederlandse stad Eindhoven. Coolen werd geboren als zoon van de Joannes Coolen en Catharina Becx.
Godefridus Coolen was burgemeester van Eindhoven in 1707 en 1708, en koopman te Eindhoven
Hij trouwde op 7 juni 1703 in Geldrop met Mechtildis de Laure, dochter van Andreas de Laure, koopman en schepen te Geldrop, en Oda van Rijsingen, gedoopt te Geldrop op 14 januari 1681 en overleden na november 1721.